# Atheta insecuta
Atheta insecuta är en skalbaggsart som beskrevs av Eduard Eppelsheim 1893. Atheta insecuta ingår i släktet Atheta, och familjen kortvingar. Arten har ej påträffats i Sverige.